# Homosexualität in Namibia

Geografische Lage von Namibia

In Namibia wird die sexuelle Orientierung, darunter auch Homosexualität, von Menschen in Beruf und Beschäftigung rechtlich durch ein allgemeines Verbot von Diskriminierung laut der namibischen Verfassung geschützt. Dieses wurde seit Ende der 1990er-Jahre in mehreren Gerichtsfällen anders entschieden. Im Juni 2024 wurde die Strafbarkeit homosexueller Handlungen für verfassungswidrig erklärt.

## Gesellschaftliche Situation
Homosexualität ist in Namibia weiterhin in Teilen der Gesellschaft tabuisiert, findet aber in der Öffentlichkeit in den letzten Jahren (Stand 2017) mehr Gehör. So sind mittlerweile öffentliche Umzüge von Schwulen und Lesben akzeptiert. Die Niederländisch-reformierte Kirche hat im November 2016 zur Gleichbehandlung Homosexueller aufgerufen. Im Afrobarometer äußerte 2016 eine Mehrheit von 55 % der Namibianer, kein Problem mit Homosexualität zu haben und homosexuelle Nachbarn zu akzeptieren, eine der tolerantesten Haltungen aller afrikanischen Staaten.
Eine homosexuelle Community gibt es nur in kleinem Umfang in der Hauptstadt Windhoek und anderen Orten. Dort sind LGBT-Organisationen wie Rainbow Project tätig. Erste große Veranstaltungen mit mehr als 500 Teilnehmern fanden im Juli 2005 in Windhoek statt. 2009 fand in Namibia die erste Demonstration für die Rechte homosexueller Menschen in Keetmanshoop statt.

## Rechtslage
Homosexuelle Handlungen von Männern (Sodomie) waren bis zum 21. Juni 2024, auf Grundlage eines Gesetzes aus der Apartheidsära, verboten. Sie werden seit mindestens Mitte der 1990er-Jahre nicht mehr strafrechtlich verfolgt.
Gleichgeschlechtliche Paare werden weder im Wege der Eingetragenen Partnerschaft noch im Rahmen einer Gleichgeschlechtlichen Ehe anerkannt. Ein Präzedenzfall in diesem Zusammenhang (in welchem es aber nur um im Ausland geschlossene gleichgeschlechtliche Ehen geht) beschäftigte seit Ende 2017 die namibischen Gerichte und wurde am 20. Januar 2022 vom High Court entschieden. Es lehnte die Anerkennung aufgrund einer Verfassungsgerichtsentscheidung aus dem Jahr 2001 ab (siehe Liz Frank). Die drei Richter betonten aber zugleich, dass man mit dem Urteil unglücklich sei.
Seit April 2021 kommt es zu großer Aufmerksamkeit dieser Thematik, ausgelöst durch mehrere Klagen gegen die Gesetzgebungen. Die Justizministerin Yvonne Dausab stellte im Mai 2021 die Abschaffung in Aussicht. Die Jugendliga der Regierungspartei SWAPO sowie der Ältestenrat sprachen sich vehement und deutlich gegen Homosexualität aus. Es fielen Worte wie „satanisch“ und „dämonisch“. Wie auch vielfach die Medien behaupteten diese, dass Homosexualität in Namibia illegal sei, was faktisch falsch ist. Die SWAPO-Führung wollte sich in dem Zusammenhang zu der Thematik nicht offiziell äußern.
Am 26. Mai 2021 wurde die Abschaffung der Gesetzgebungen zur Sodomie und unnatürlichen sexuellen Handlungen offiziell empfohlen.
Im November 2021 sorgte Ex-Jugendminister Jerry Ekandjo für Aufregung, nachdem er eine Legalisierung u. a. der Homosexualität in Namibia strikt abgelehnt hatte. So etwas gehöre nicht in das Land und habe keinen Platz in der Gesellschaft, betonte Ekandjo. Es gab gegen seine Äußerung massive Kritik.
Das namibische Verfassungsgericht erkannte im Mai 2023 erstmalig zwei im Ausland geschlossene gleichgeschlechtliche Ehen an und hob damit die Entscheidung des High Court auf. Standesämter müssen bestehende Ehen anerkennen, wenn diese legal im Ausland geschlossen wurden. Vor allem Stimmen aus der Politik gegen dieses Urteil wurden anschließend laut. Premierministerin Saara Kuugongelwa-Amadhila kündigte Anfang Juni 2023 an, dass man gesetzlich schnellstmöglich ein Verbot von homosexuellen Ehen umsetzen wolle. Dafür habe man eine Lücke in der Verfassung entdeckt. Zwei dementsprechende Änderungsvorschläge für Gesetze wurden im Juli 2023 auf den Weg gebracht und von der Nationalversammlung am 11. Juli 2023 verabschiedet. Demnach bestehe eine Ehe immer zwischen Partnern unterschiedlichen Geschlechts und die Anerkennung oder Verheiratung gleichgeschlechtlicher Partner werde ausdrücklich verboten. Das Gesetz wurde zum 19. Juli 2023 von beiden Kammern des Parlaments verabschiedet, bis Juni 2024 aber nicht vom Staatspräsidenten unterzeichnet.
Am 27. Juli 2022 reichte der LGBTQ-Aktivist Friedel Dausab am namibischen Obergericht Klage gegen das Sodomie-Gesetz ein. Ziel war es, das Gesetz für verfassungswidrig zu erklären. Nach den Schlussplädoyers im November 2023 wurde die Urteilsverkündung zunächst auf den 17. Mai 2024, den Internationalen Tag gegen Homophobie, gelegt. Nach mehreren Verlegungen wurde das Urteil schließlich am 21. Juni 2024 verkündet. Das Sodomie-Gesetz wurde dabei für verfassungswidrig und damit unwirksam erklärt. Somit sind der Geschlechtsverkehr zwischen Männern und weitere sogenannte „unnatürliche Sexualdelikte“ nun nicht mehr verboten. Unter anderem das Entwicklungsprogramm der Vereinten Nationen (UNDP) und Amnesty International begrüßten das Urteil. Die Regierung Namibias legte Ende Juli 2024 dagegen Rechtsmittel ein.
Ende 2024 wurde ein neues Ehegesetz, das gleichgeschlechtliche Ehen ausschließt, von Staatspräsident Nangolo Mbumba unterzeichnet. Es wurde am 30. Dezember 2024 durch Veröffentlichung im Amtsblatt Gesetz.